# Annual Reviews in Control
Annual Reviews in Control is een internationaal, aan collegiale toetsing onderworpen wetenschappelijk tijdschrift op het gebied van de regeltechniek (control systems). De naam wordt in literatuurverwijzingen meestal afgekort tot Annu. Rev. Contr. Het wordt uitgegeven door Elsevier namens de International Federation of Automatic Control. In tegenstelling tot wat de naam suggereert verschijnt het tweemaal per jaar: in april en december.